# غلام فاروق وردک
غلام فاروق وردک (زاده ۱۳۳۸- ولسوالی/شهرستان سیدآباد - ولایت/اُستان میدان وردک) سیاستمدار افغانستانی وزیر پیشین معارف افغانستان و وزیر کنونی دولت در امور پارلمانی است. در دوره دوم ریاست جمهوری حامد کرزی وردک به عنوان وزیر معارف/آموزش فعالیت داشت و در ۳۰ حمل/فَروردین ۱۳۹۶ از طرف محمد اشرف غنی به عنوان وزیر دولت در امور پارلمانی معرفی شد.

## زندگی‌نامه
غلام فاروق وردک در سال ۱۳۳۸ در روستای گدایی دره اونخی در ولسوالی/شهرستان سیدآباد ولایت/اُستان میدان وردک متولد شد. تحصیلات ابتدایی و متوسطه خود را در زادگاه و در لیسه/دبیرستان کابل به پایان رساند. او در سال ۱۳۵۷ وارد دانشکده فارمسی دانشگاه کابل شد، اما با آغاز جنگ، تحصیلات خود را ناتمام گذاشت و به صفوف مجاهدین پیوست. وردک در سال ۱۳۶۱ دوباره تحصیلات خود را از سر گرفت و رشته فارمسی را در دانشگاه پنجاب پاکستان ادامه داد و در سال ۱۳۶۵ از این دانشگاه مدرک لیسانس/کارشناسی خود را گرفت. پسانترها در میان سال‌های ۱۳۷۵ تا ۱۳۸۹ در حالی که در اداره برنامه انکشافی ملل متحد فعالیت می‌کرد، مدرک ماستری/کارشناسی ارشد خود را در رشته مدیریت از دانشگاه پریستون دانشگاه پیشاور به دست آورد.

## اتهامات
فاروق وردک، وزیر پیشین معارف افغانستان، به دلیل اتهامات گسترده فساد مالی در دوران تصدی خود بین سال‌های ۲۰۰۸ تا ۲۰۱۵ مورد توجه قرار گرفته است.  بر اساس گزارش‌های مختلف، او و همکارانش به اختلاس میلیون‌ها دلار از کمک‌های بین‌المللی، به‌ویژه از سوی USAID، متهم شده‌اند. 

## اتهامات اصلی
1. مدارس خیالی (Ghost Schools): گزارش‌های نهادهایی مانند بازرس ویژه آمریکا برای بازسازی افغانستان (SIGAR) نشان می‌دهد که وزارت معارف تحت رهبری وردک با ارائه آمار نادرست از تعداد مدارس و دانش‌آموزان، مبالغ هنگفتی از کمک‌های خارجی را دریافت کرده است.  

2. اختلاس مستقیم: برخی منابع ادعا می‌کنند که وردک حدود ۷۵۰ میلیون دلار از بودجه وزارت معارف و کمک‌های خارجی را اختلاس کرده است.  با این حال، این رقم توسط منابع رسمی تأیید نشده است.  

3. قراردادهای مشکوک: بررسی‌های داخلی وزارت معارف نشان داده‌اند که در سال ۲۰۱۴، حدود ۲۵ میلیون افغانی از طریق قراردادهای ساخت‌وساز و تأمین کالا به‌طور غیرقانونی برداشت شده است.

## واکنش‌ها و پیگیری‌ها
در سال ۲۰۱۵، دولت افغانستان تیمی متشکل از اعضای پارلمان و نمایندگان دادستانی کل را برای بررسی این اتهامات منصوب کرد.  با این حال، تا سال ۲۰۱۹، پیشرفت قابل توجهی در این پرونده مشاهده نشد.  مرکز مشترک مستقل نظارت بر فساد اداری (MEC) نیز خواستار تسریع در رسیدگی به این پرونده‌ها شد.

## موضع‌گیری وردک
فاروق وردک تمامی اتهامات را رد کرده و گزارش‌های منتشرشده را بی‌اساس دانسته است.  او به‌ویژه گزارش SIGAR را به شدت تکذیب کرده است.

## وضعیت فعلی
پس از سقوط دولت پیشین افغانستان در سال ۲۰۲۱، وردک به کشور بازگشت.  در حال حاضر، اطلاعات دقیقی درباره وضعیت حقوقی او و پیگیری‌های قضایی در دسترس نیست. 

### فعالیت‌ها
- ۱۳۶۵–۱۳۷۵: فعالیت در یک نهاد سوئدی/سویدنی در پاکستان که در بخش درمان و آموزش فعالیت می‌کرد.[۴]
- ۱۳۷۵–۱۳۸۰: فعالیت در برنامه انکشافی سازمان ملل در پاکستان که در خصوص بازتوانی، درمان و ادغام مجدد معلولین در افغانستان فعالیت داشت.[۴]
- ۱۳۸۰–۱۳۸۱: دستیار نماینده دائمی برنامه انکشافی سازمان ملل در کابل[۴]
- ۱۳۸۱–۱۳۸۲: آمر دارلانشا/دبیرخانه کمیسیون‌های قانون اساسی و سپس آمر عملیاتی تدویر لویه جرگه قانون اساسی.[۴]
- ۱۳۸۲: رئیس دارالانشا/دبیرخانه دفتر مشترک تنظیم انتخابات.[۴]
- ۱۳۸۴: رئیس عمومی اداره امور و دارالانشا/دبیرخانه شورای وزیران.[۴]
- ۱۳۸۵: وزیر دولت در امور پارلمانی.[۴]
- ۱۳۸۵: عضو و رئیس دارالانشا/دبیرخانه کمیسیون آمادگی جرگه مشترک امن افغانستان و پاکستان.[۴]
- ۱۳۸۷: وزیر معارف/آموزش افغانستان.[۴]
- ۱۳۸۹: رئیس دارالانشا/دبیرخانه جرگه مشورتی صلح.[۴]
- ۱۳۸۹: رئیس کمیته امور بین‌المللی شورای عالی صلح.[۴]
- ۱۳۸۹: وزیر معارف/آموزش افغانستان.[۴]
- ۳ سرطان/تیر ۱۳۹۵: مشاور ارشد رئیس‌جمهور در امور اجتماعی.
- ۳۰ حمل/فَروردین ۱۳۹۶: وزیر دولت در امور پارلمانی.[۴]